# Temple de la renommée du hockey américain
Pour les articles homonymes, voir Temple de la renommée.
Le Temple de la renommée du hockey américain, de son appellation originelle anglaise : United States Hockey Hall of Fames est créé en 1973 à Eveleth, dans la banlieue de Minneapolis dans l'État du Minnesota.
Le temple de la renommée des États-Unis est fondé sur le même principe que le Temple de la renommée du hockey situé au Canada : pour honorer les joueurs, entraîneurs, arbitres et bâtisseurs ayant marqué l'histoire du hockey sur glace des États-Unis.

## Membres
Voici la liste des personnalités intronisées depuis l'ouverture du Temple répertoriées par leur année d'admission.

### 1973
Taffy Abel, Hobey Baker, Frank Brimsek, George V. Brown, Walter Brown, John Chase, Cully Dahlstrom, John Garrison, Doc Gibson, Moose Goheen, Malcolm Gordon, Edward Jeremiah, Mike Karakas, Tom Lockhart, Myles Lane, Sam LoPresti, John Mariucci, George Owen, Ding Palmer, Doc Romnes, Cliff Thompson, William Thayer Tutt, Ralph Winsor, Coddy Winters, Lyle Wright.

### 1974
Bill Chadwick, Raymond Chiasson, Vic Desjardins, Doug Everett, Victor Heyliger, Virgil Johnson, John Kelley (en), Bill Moe, Fido Purpur. 

### 1975
Tony Conroy, Francis Harding, Stewart Iglehart, Joe Linder, Fred Moseley.

### 1976
Bill Cleary, John Mayasich, Robert Ridder.

### 1977
Earl Bartholome, Eddie Olson, Bill Riley.

### 1978
Peter Bessone, Don Clark, Hub Nelson.

### 1979
Bob Dill, Jack Riley.

### 1980
Walter Bush, Nick Kahler.

### 1981
Bob Cleary, William M. Jennings, Tommy Williams.      

### 1982
Cal Marvin, Bill Stewart.

### 1983
Oscar Almquist, Jack McCartan.

### 1984
Bill Christian, Bill Wirtz.

### 1985
Robert Blake, Richard Rondeau, Harold Trumble.     

### 1986
Jack Garrity, Ken Yackel.

### 1987
Jack Kirrane, Muzz Murray.

### 1988
Richard Desmond, Larry Ross.

### 1989
Roger Christian, Bob Paradise.

### 1990
Herb Brooks, Willard Ikola, Connie Pleban.

### 1991
Robbie Ftorek, Bob Johnson, John Matchefts. 

### 1992
Amo Bessone, Len Ceglarski, James Fullerton.

### 1993
Jack Kelley, David Langevin, Charles M. Schulz.

### 1994
Joe Cavanagh, Wally Grant, Ned Harkness.

### 1995
Henry Boucha, James Claypool, Ken Morrow.

### 1996
Sergio Gambucci, Reed Larson, Craig Patrick.

### 1997
Charlie Holt, Bill Nyrop, Thimothy Sheehy.

### 1998
Mike « Lefty » Curran, Bruce Mather, Joe Mullen, Lou Nanne.

### 1999
Rod Langway, Gordie Roberts, Sid Watson.

### 2000
Neal Broten, Larry Pleau, Doug Palazzari, Équipe olympique des États-Unis de 1960.

### 2001
Dave Christian, Paul Johnson, Mike Ramsey.

### 2002
Mark Fusco, Scott Fusco, Joe Riley, Doug Wood.

### 2003
John Cunniff, Dick Dougherty, Mark Howe, Pat LaFontaine, Équipe olympique des États-Unis de 1980.

### 2004
Paul Coppo, Phil Housley, Mike Ilitch, Mark Johnson.

### 2005
Keith Christiansen, Lane MacDonald, Moe Roberts, Murray Williamson.

### 2006
Curly Brink, Gary Gambucci, Mike Milbury.

### 2007
Aaron Broten, Bobby Carpenter, John MacInnis, John Vanbiesbrouck.

### 2008
Cammi Granato, Brett Hull, Brian Leetch, Mike Richter.

### 2009
Tony Amonte, Tom Barrasso, John LeClair, Frank Zamboni ainsi que l'équipe des États-Unis de hockey sur glace féminin de 1998.

### 2010
Jeremy Roenick, Derian Hatcher, Kevin Hatcher, Art Berglund, George Nagobads.

### 2011
Chris Chelios, Mike Emrick, Ed Snider, Gary Suter, Keith Tkachuk

### 2012
Lou Lamoriello, Mike Modano et Ed Olczyk.

### 2013
Cindy Curley, Bill Guerin, Peter Karmanos Jr., Ron Mason et Doug Weight.

### 2014
Karyn Bye Dietz, Brian Rafalski, Jeff Sauer et Lou Vairo.

### 2015
Ron DeGregorio, Chris Drury, Angela Ruggiero et Mathieu Schneider.

### 2016
Équipe des États-Unis de hockey sur glace de la Coupe du monde de hockey sur glace 1996, Bill Belisle, Craig Janney

### 2017
Kevin Collins, Jack Parker, Ben Smith, Ron Wilson, Scott Young

### 2018
Goron « Red » Berenson, Natalie Darwitz, Leland « Hago » Harrington, David Poile, Paul Stewart

### 2019
Gary Bettman, Brian Gionta, Neal Henderson, Timothy Thomas, Krissy Wendell

### 2020
Dean Blais, Tony Granato, Jenny Potter, Jerry York

### 2021
Stan Fischler, Paul Holmgren, Peter McNab

### 2022
Steve Cash (en), Jim Johannson, Jocelyne Lamoureux, Monique Lamoureux, Ryan Miller

### 2023
Dustin Brown, Brian Burke, Jamie Langenbrunner, Katie King Crowley, Brian Murphy

### 2024
Matt Cullen, Brianna Decker, Frederic McLaughlin, Kevin Stevens, équipe paralympique de hockey sur glace 2022